# Fabián Ríos (actor)
Fabián Ríos (Curiti, Santander, 5 de julio de 1980) es un actor y modelo colombiano.

## Biografía

### Primeros años
De joven llegó a Bucaramanga y comenzó con sus estudios de actuación y se conectó con el medio del modelaje; tiempo después se trasladó a Bogotá para ingresar a escuelas de actuación dónde conoció a su esposa Yuly Ferreira.

### Carrera
Trabajó en Siete veces Amada en 2002, gracias a esta interpretación fue nominado como "Mejor actor revelación juvenil" en los Premios TV & Novelas Colombia. Al año siguiente, realizó un papel antagónico en la telenovela El auténtico Rodrigo Leal.
En 2005 protagonizó  Padres e hijos.
Para RCN, realizó en 2007 un papel antagónico en la versión colombiana de la novela Floricienta, luego ingresó al elenco de Zona Rosa.
En 2008 protagoniza Sin senos no hay paraíso de la cadena hispana Telemundo al lado Carmen Villalobos y Catherine Siachoque personificando a Albeiro.
En 2009 es contratado por RCN para protagonizar la telenovela Doña Bella al lado de  Zharick León, Marcelo Buquet y Stephanie Cayo.
En 2010 firma un contrato exclusivo con Telemundo para ser el antagonista de la telenovela El fantasma de Elena al lado de Elizabeth Gutiérrez.
En 2011 actuó en Los herederos del Monte  al lado de Marlene Favela y Mario Cimarro.
En el mismo año actúa en Mi corazón insiste al lado de Jencarlos Canela y  Carmen Villalobos.
Protagonizó la telenovela Corazón valiente para Telemundo en 2012 junto a Adriana Fonseca y José Luis Reséndez. También fue parte del panel de jurado en el certamen de Miss Universe Puerto Rico 2012 en Telemundo PR.
En 2013 trabaja en Dama y obrero, compartiendo créditos con Ana Layevska y José Luis Reséndez.
En 2014 antagoniza en Tierra de reyes.
En 2016 trabaja en la producción Sin senos sí hay paraíso.

### Vida personal
Está casado con la también actriz Yuly Ferreira, con quien tiene una hija llamada Lucía. El 16 de enero de 2019 tuvo su segundo hijo llamado David. Actualmente viven en Miami

## Filmografía

### Televisión
| Año       | Título                           | Personaje                        |
| --------- | -------------------------------- | -------------------------------- |
| 2002      | Siete veces Amada                | Romero                           |
| 2003-2004 | El auténtico Rodrigo Leal        | Jackson                          |
| 2005      | Padres e hijos                   | Antonio Vaquero                  |
| 2006-2007 | Floricienta                      | Pedro                            |
| 2007      | Zona Rosa                        | Fernando Orozco                  |
| 2008-2009 | Sin senos no hay paraíso         | Albeiro Manrique / Albeiro Marín |
| 2010      | Doña Bella                       | Antonio Segovia                  |
| 2010      | El fantasma de Elena             | Montecristo Palacios             |
| 2011      | Los herederos del Monte          | Gaspar del Monte                 |
| 2011      | Mi corazón insiste               | Ángel Melendez                   |
| 2012      | Corazón valiente                 | Guillermo "Willy" del Castillo   |
| 2013      | Dama y obrero                    | Tomás Villamayor                 |
| 2014      | Tierra de reyes                  | Leonardo Montalvo                |
| 2016-2018 | Sin senos sí hay paraíso         | Albeiro Marín                    |
| 2017      | La fan                           | Guillermo "Willy" del Castillo   |
| 2019      | El final del paraíso             | Albeiro Marín                    |
| 2020-2021 | 100 días para enamorarnos        | Ivan Acosta                      |
| 2022      | Hasta que la plata nos separe    | Wilfer Fonseca "El Dandy"        |
| 2024      | Los 50                           | El mismo (Concursante)           |
| 2025      | Miss Universe Latina, el reality | El mismo (Jurado)                |

## Premios y reconocimientos
- En 2014 la revista People en Español vuelve a nombrarlo como uno de "Los 50 más Bellos".
- En 2013 la revista TV & Novelas Puerto Rico lo nombró uno de "Los cuerpos más bellos".
- En 2013 la revista People en Español lo nombró uno de "Los 50 más bellos".[18]
- En 2013 fue reconocido como "Soberano internacional" por la telenovela Corazón valiente.[19]
- En 2012 fue nominado por la revista People en Español como "La mejor pareja" junto a Ximena Duque.
- Premio Latin Pride a "Mejor actor protagónico" por Sin senos no hay paraíso.

### Premios Tu Mundo
| Año  | Premiación       | Categoría                          | Trabajos         | Resultados |
| ---- | ---------------- | ---------------------------------- | ---------------- | ---------- |
| 2014 | Premios Tu Mundo | "El malo más bueno"                | Dama y obrero    | Nominado   |
| 2013 | Premios Tu Mundo | "El más social"                    | Corazón valiente | Nominado   |
| 2012 | Premios Tu Mundo | "Qué beso más rico"                | Fabián Ríos      | Ganador    |
| 2012 | Premios Tu Mundo | "Pareja perfecta" con Ximena Duque | Corazón valiente | Ganador    |